# Çatalağzı, Zonguldak
Çatalağzı là một xã thuộc huyện Zonguldak, tỉnh Zonguldak, Thổ Nhĩ Kỳ. Dân số thời điểm năm 2011 là 8466 người.